# Paranisopodus peruanus
Paranisopodus peruanus là một loài bọ cánh cứng trong họ Cerambycidae.